# Pseudoraja fischeri
Pseudoraja fischeri ist eine Rochenart, die in der Karibik von Florida über den südlichen Abschnitt des Golfs von Mexiko bis an die Küste von Honduras vorkommt. Sie wurde bei ihrer Erstbeschreibung einer eigenständigen, monotypischen Familie zugeordnet, den Pseudorajidae, wird heute aber in die Familie der Weichnasenrochen (Arhynchobatidae) gestellt.

## Merkmale
Die Rochenart hat eine herzförmige Kopf-Rumpf-Scheibe, die 1,2 mal breiter als lang ist. An der Spitze des Rostrums befindet sich ein fingerartiges Filament, ähnlich wie bei den Fadenschwanzrochen (Anacanthobatidae). Die Länge des Filaments beträgt etwa 1/3 des Augenhöhlendurchmessers. Der vordere Rand der Brustflossen ist in Augen- und Spritzlochhöhe leicht eingebuchtet. Ihre äußeren Enden sind breit abgerundet. Die Bauchflossen sind ungewöhnlich breit und flügelartig. Der Schwanz ist schlank. Seine Oberseite ist flach, Seiten und Unterseite sind abgerundet. Der Abstand von der Kloake zum Schwanzende liegt beim 1,5-fachen des Abstands von der Kloake zur Spitze des Rostalfilaments. Die Schwanzflosse ist groß und symmetrisch. Rückenflossen sind nicht vorhanden. Die gesamte Oberseite einschließlich der Augenregion und der Schwanzoberseite ist mit dicht beieinander stehenden kleinen, nach hinten gerichteten dornigen Schuppen besetzt. Diese fehlen nur am hinteren Rand der Brustflossen. Größere Dornen befinden sich in der Augenregion, auf den Schultern und auf der Mittellinie von Rücken und Schwanz. Die Unterseite ist weitgehend unbeschuppt. Pseudoraja fischeri ist auf der Ober- und der Unterseite überwiegend grau gefärbt. Auf der Oberseite befinden sich einige undeutliche helle Punkte, auf der Unterseite einige dunklere wolkige Flecken. Die Basis der größeren Dornen sind weiß, ihre Spitzen sind grau.

## Belege
1. 1 2  Henry Bryant Bigelow u. Schroeder (1954): A new family, a new genus, and two new species of batoid fishes from the Gulf of Mexico. Breviora No. 24: 1–16. Biodiversitylibrary
2. ↑  Pseudoraja fischeri auf Fishbase.org (englisch)
3. ↑  Pseudoraja fischeri im Catalog of Fishes (englisch)